# يفغيني ماركوف
يفغيني ماركوف (بالروسية: Марков, Евгений Станиславович)‏ (7 يوليو 1994 بسانت بطرسبرغ في روسيا - ) هو لاعب كرة قدم روسي في مركز الهجوم. لعب مع نادي توسنو وFC Zenit-2 Saint Petersburg ‏ ونادي ينيسي كراسنويارسك ‏.

## وصلات خارجية
- يفغيني ماركوف على موقع قاعدة بيانات كرة القدم.إي يو (الإنجليزية)
- يفغيني ماركوف على موقع Soccerway.com (الإنجليزية)
- يفغيني ماركوف على موقع عالم كرة القدم.نت (الإنجليزية)